# قانون أساسي لولاية ميريلاند
القانون الأساسي لولاية ماريلاند هو أداة لقياس الأداء والإدارة تستخدمها حكومة ولاية ماريلاند. وتم تطبيقها من قبل حاكم الولاية مارتن أومالي في عام 2007.

## الأصول
تمت صياغة القانون الأساسي ، من برنامج إدارة مدينة بالتيمور والذي استخدمه أومالي خلال فترة توليه منصب عمدة بالتيمور، ماريلاند. كان القانون الأساسي، بدوره، مستوحى من نجاح آلية إدارة الأداء/مسئولية الإحصائيات الإلكترونية لدائرة الشرطة بولاية نيويورك. تستند جميع هذه البرامج على فلسفة أن التحليل الدقيق للبيانات ينبغي أن يتم فرضه على السياسات ودعم الإصلاح. حصلت ماريلاندعلى الاعتراف الوطني بها كرائدة في قياس الأداء بسبب نجاحها في رفع مستوى القانون الأساسي في تحليل البيانات لدعم القرارات الخاصة بالميزانية.

## العمليات
تقدم الوكالات الحكومية المشاركة البيانات الخاصة بمؤشرات الأداء الرئيسية للقانون الأساسي. يتم تحليل هذه البيانات واستخدامها لتحديد مجالات الاهتمام التي ذكرت في جلسة إحاطة إعلامية تنفيذية. يعقد رؤساء كل وكالة والموظفين التنفيذيين للحاكم اجتماعات أسبوعية لمناقشة التقدم المحرز في الوكالة في المبادرات المحددة ووضع إستراتيجيات للتحسين.
عمل القانون الأساسي على زيادة الشفافية في الحكومة على مستوى الإدارة، وهو الجهد الذي أدى إلى اعتراف وتقدير من الرئيس باراك أوباما.
ويمكن الاطلاع على تقارير الوكالة والملخصات من كل اجتماع على موقع القانون الأساسي. ومن بين الأدوات التي تتمتع ولاية ماريلاند بالريادة فيها هي تخطيط نظم المعلومات الجغرافية (GIS). يوفر القانون الأساسي خرائط تصف توزيع الميزانية الرأسمالية وقانون إعادة الاستثمار والانتعاش الاقتصادي الأمريكي عبر ولاية ماريلاند، بالإضافة إلى معلومات حول المشاريع التي لها علاقة بالشؤون المالية. تشارك القانون الأساسي مع وكالات ولايات أخرى لإطلاق MD iMap، وهي أداة تفاعلية ترقى إلى رؤية أومالي «ماريلاند واحدة، وخريطة واحدة.» هذه الخريطة تقوم بتجميع معلومات من الوكالات في جميع أنحاء الولاية لتوفير معلومات حول العديد من مشاريع التحسين بكل وضوح ودقة.

## الجوائز التقديرية
قامت ماريلاند بترسيخ مكانتها الريادية على المستوى الوطني من خلال متابعة الإنفاق والحفاظ على الشفافية الحكومية. وخلال فترة قصيرة من وجوده ، حصل القانون الأساسي على العديد من الجوائز. تم اختيار عدد قليل من الجوائز أدناه:
- حصلت ماريلاند علي المرتبة الأولى من تتبع خطة التحفيز للدولار
- ماريلاند تقود البلاد في متابعة الإنفاق
- تمتلك ماريلاند الموقع الأول لقانون الانتعاش الاقتصادي

## كتابات أخرى
- http://www.informationweek.com/news/government/info-management/showArticle.jhtml?articleID=223800144
- http://www.governing.com/poy/Martin-OMalley.html
- http://www.washingtonpost.com/wp-dyn/content/article/2009/10/29/AR2009102903015.html
- http://www.esri.com/news/arcnews/summer09articles/governor-omalley.html
- http://www.governor.maryland.gov/pressreleases/090326.asp
- http://www.statestat.maryland.gov/press/070428_Examiner.pdf